# RAEC蒙斯
RAEC蒙斯（R.A.E.C. Mons）是比利时足球俱乐部，位于蒙斯。球队现为比利时足球甲级联赛，俱乐部是2005-06赛季比利时乙级联赛的冠军，从而升入甲级行列。球队主体育场为夏尔·通德罗球场（Stade Charles Tondreau）。
2015年，球隊因財政問題倒閉和破產。

## 球队荣誉
- 比利时足球乙级联赛：
  - 冠军（1次）: 2005-06
- 比利时足球乙级联赛决赛阶段：
  - 冠军（1次）: 2002
- 比利时足球丙A联赛：
  - 冠军（1次）: 1984-85